# 葡萄牙铁路2600型电力机车
2600型电力机车是葡萄牙铁路（CP）的电力机车车型之一，由法国阿尔斯通公司为首的欧洲五十赫兹集团设计制造，于1974年投入运用，原型车为法国国铁BB 15000、BB 17000型电力机车。1987年，葡萄牙金属加工联合公司（Sorefame）根据五十赫兹集团的授权和技术转让，在葡萄牙本土组装生产了另外9台机车，这批机车被定型为2620型。
2600/2620型电力机车为交—直流电传动的的电力机车，适用于供电制式为25千伏50赫兹工频单相交流电的电气化铁路，机车主电路采用大功率硅整流器、高压侧调压开关，转向架为法国电力机车传统的单电机结构，并设有齿轮换档装置，可根据需要设定为不同的传动齿轮比，作为客运机车（最高速度160公里/小时）或货运机车（最高速度100公里/小时）使用。